# Revuelto de setas

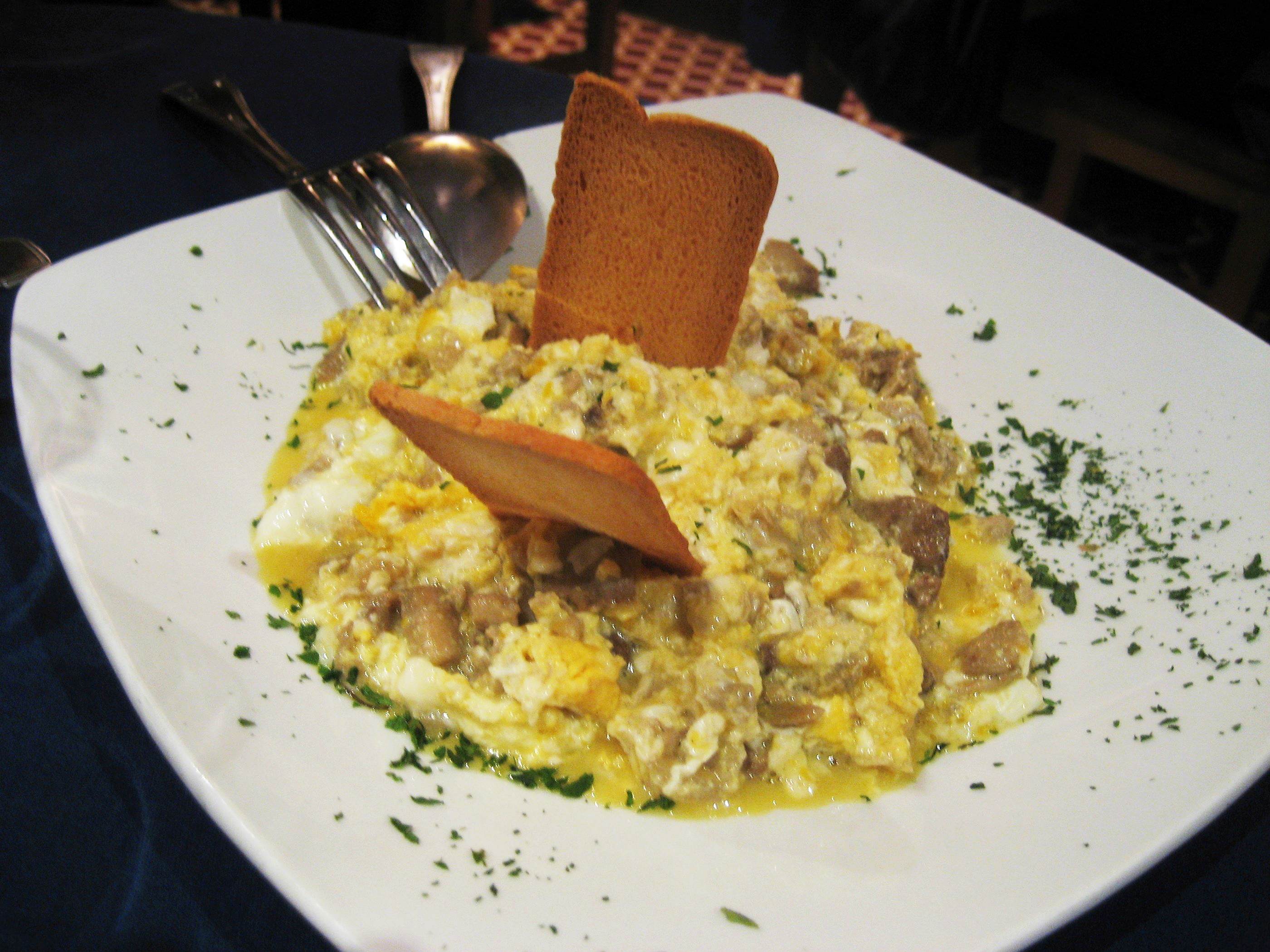
Revuelto de zetas.

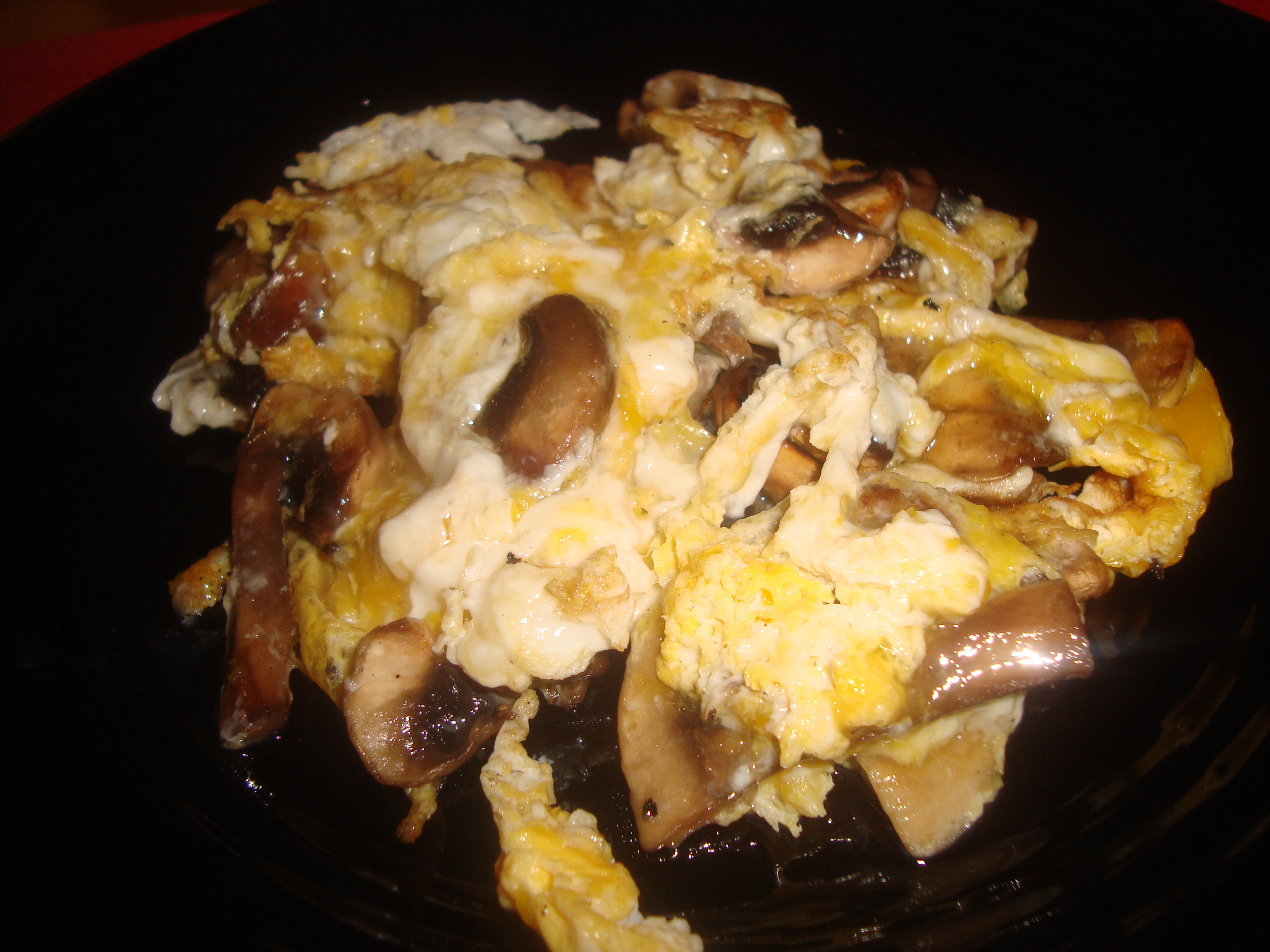
Revuelto de setas (Vall de Laguart)

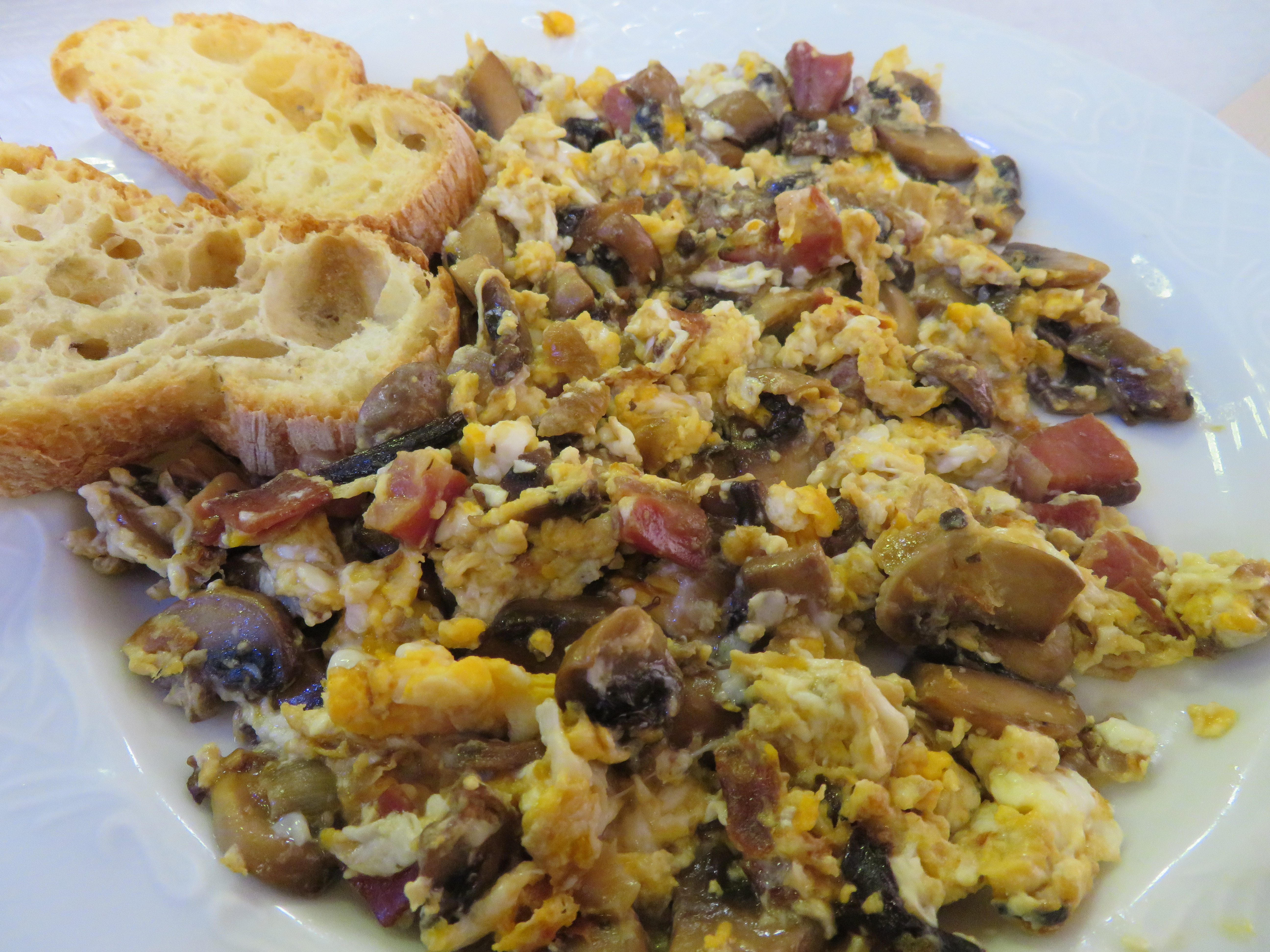
Revuelto de setas y jamón serrano.

El revuelto de setas es un plato típico de la cocina tradicional vasca que también es habitual en otras regiones del norte de España. Se trata de un revuelto que en época de setas se prepara mucho tanto en casas como en restaurantes.

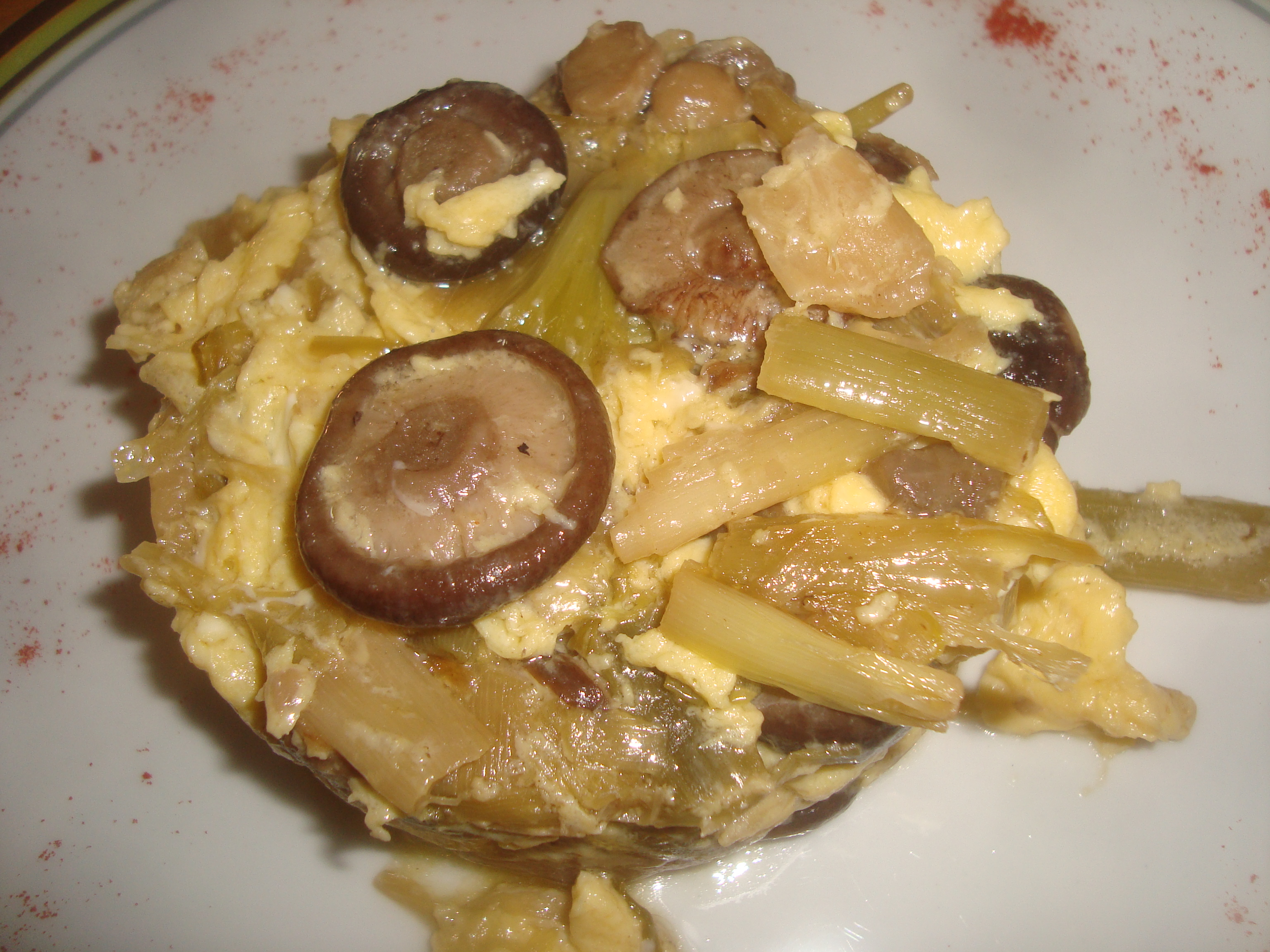
Revuelto de setas y ajos tiernos.

## Variantes
En el País Vasco se denomina a este plato en euskera perretxiko nahaskia, que en la región se traduce al castellano como revuelto de perretxikos o revuelto de perretxikus (téngase en cuenta que la tx del euskera se pronuncia aproximadamente como la che castellana; nótese que se emplea como plural la s del castellano a la hora de incorporar la palabra al idioma, en lugar de la k euskera). En el resto de España se castellaniza aún más la expresión, siendo posible encontrar referencias al revuelto de perrechicos en artículos y libros de cocina.
Tanto perretxiko como ziza o xixa (pronunciado aproximadamente como /sisa/) son términos en euskera para referirse a las setas en general. Sin embargo ambos se utilizan también como nombre común en euskera de la Calocybe gambosa, conocida en castellano como seta de primavera o seta de San Jorge (entre otros nombres), lo que corresponde a la época principal en la que crece, aunque también hay brotes en otoño. Si bien la seta de primavera es de las primeras del año en recogerse y su uso está muy extendido, el revuelto se prepara con las setas que de temporada disponibles.
En Álava, durante las fiestas de San Prudencio, suelen consumirse tradicionalmente las setas (en revuelto o no) junto con caracoles.